# Topospora proboscidea
Topospora proboscidea är en svampart som först beskrevs av Elias Fries, och fick sitt nu gällande namn av Elias Fries 1848. Topospora proboscidea ingår i släktet Topospora och familjen Helotiaceae.   Inga underarter finns listade i Catalogue of Life.